# Le Truel
Le Truel is een gemeente in het Franse departement Aveyron (regio Occitanie) en telt 332 inwoners (2005). De plaats maakt deel uit van het arrondissement Millau.

## Geografie
De oppervlakte van Le Truel bedraagt 25,6 km², de bevolkingsdichtheid is 13,0 inwoners per km². De geografische coördinaten zijn 44 03 01 en 02 45 20.

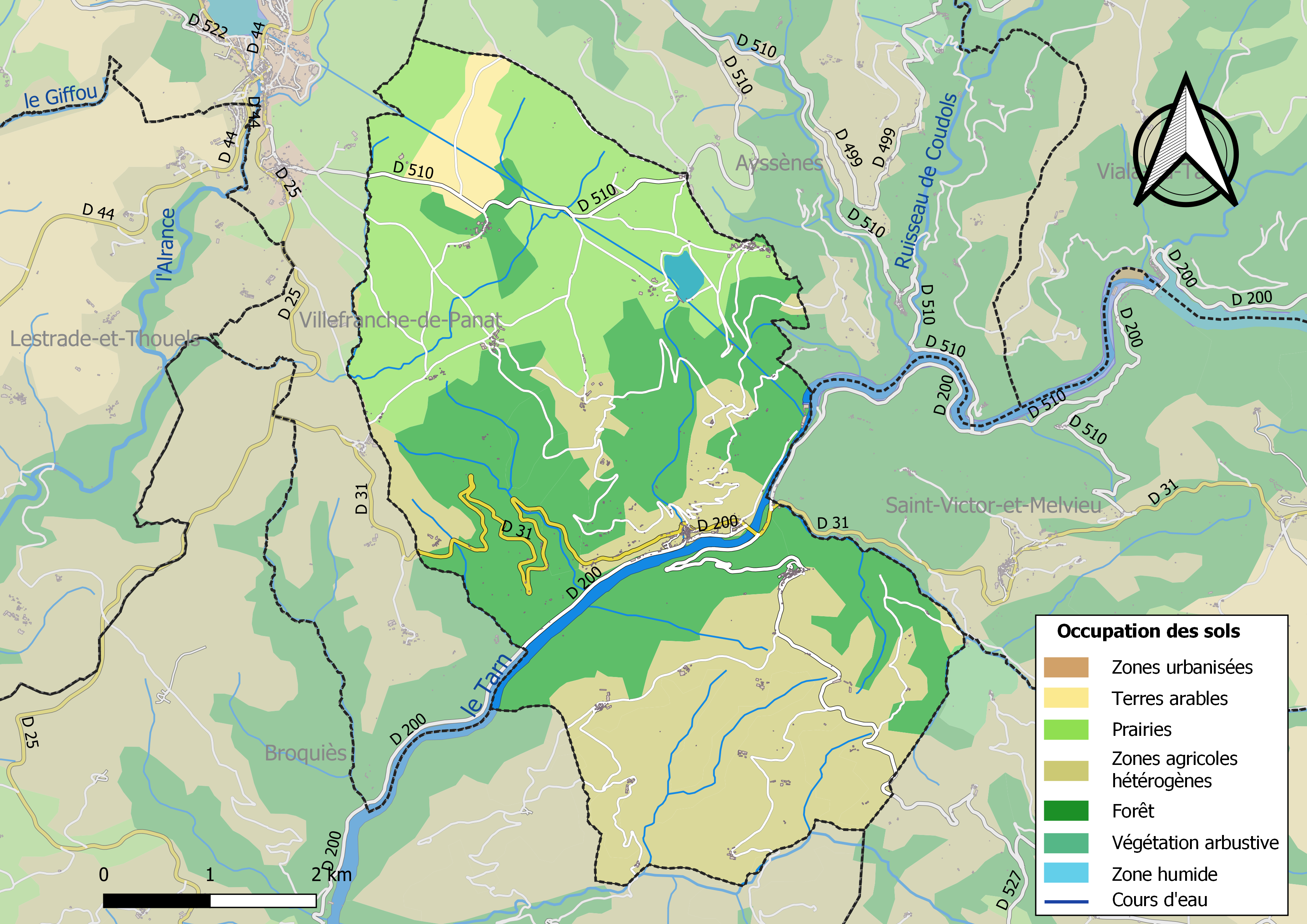
Kaart van de gemeente met de belangrijkste infrastructuur, bodemgebruik en omliggende gemeenten

## Bezienswaardigheden
- Gorges de la Jonte
- Belvédère des Vautours, bij Le Truel, informatie-centrum met een gieren-uitkijkpunt en o.a. een groot scherm

## Demografie
Onderstaande figuur toont het verloop van het inwonertal (bron: INSEE-tellingen).

Vanwege een beveiligingsprobleem met de MediaWiki Graph-software is het momenteel niet mogelijk deze grafiek weer te geven. Zodra de software is bijgewerkt zal de grafiek vanzelf weer zichtbaar worden.